# Lyssomanes taczanowskii
Lyssomanes taczanowskii är en spindelart som beskrevs av Galiano 1980. Lyssomanes taczanowskii ingår i släktet Lyssomanes och familjen hoppspindlar. Inga underarter finns listade i Catalogue of Life.